# Zbigniew Czajkowski-Dębczyński
Zbigniew Czajkowski-Dębczyński ps. Deivir (ur. 20 października 1926 w Warszawie, zm. 20 października 1999 w Londynie) – kapral Armii Krajowej, powstaniec warszawski, żołnierz III plutonu 3. kompanii batalionu Parasol, inżynier.

## Życiorys
Syn Włodzimierza i Sabiny Cecylii Różyckiej z domu Skopińskiej.

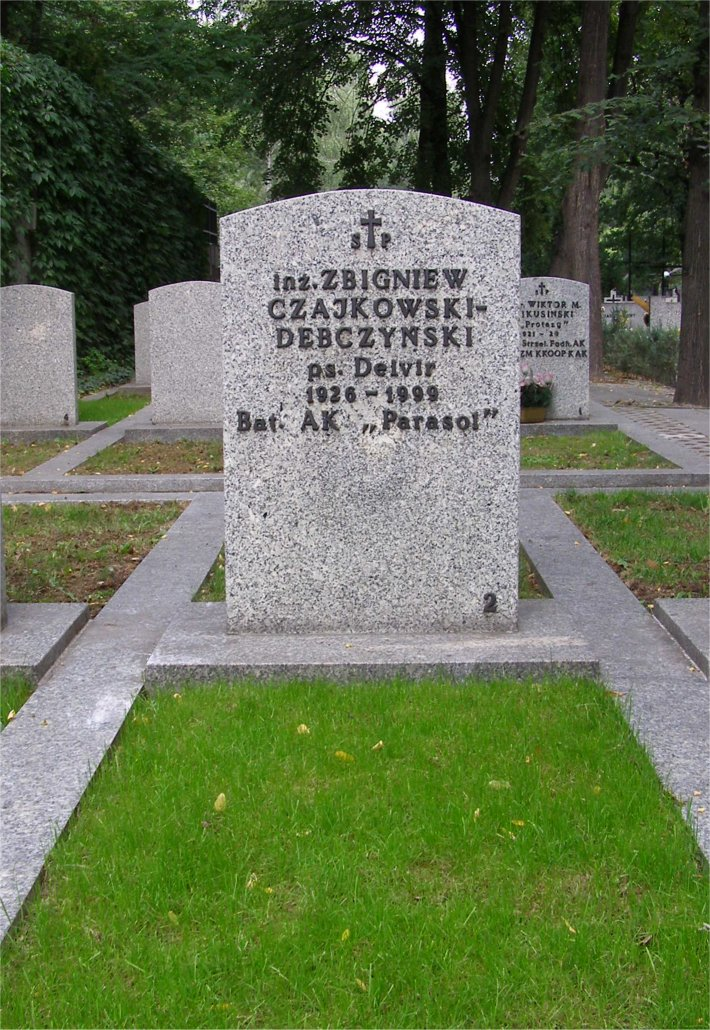
Grób na Cmentarzu Wojskowym na Powązkach w Warszawie

W czasie okupacji hitlerowskiej uczył się na tajnych kompletach w Gimnazjum im. Lelewela. Od 1942 działał w podziemnym harcerstwie (początkowo w Bojowych Szkołach – pluton „BS 500", później w Grupach Szturmowych Szarych Szeregów). Następnie, po reorganizacji w 1943, został żołnierzem batalionu Parasol. Uczestniczył w powstaniu warszawskim, pod pseudonimem „Deivir”. Od 1 sierpnia 1944 dowódca drużyny. Jego przełożonym był poeta Krzysztof Kamil Baczyński. 
Po powstaniu znalazł się w niemieckim obozie jenieckim w Sandbostel. W 1947 wyemigrował do Wielkiej Brytanii. Tam rozpoczął studia i pracę w branży elektronicznej i założył dobrze prosperującą firmę „Servotest”.
Pochowany w Warszawie na Powązkach Wojskowych (kwatera 18D-P02-2).